# Sandra Roma
Sandra Roma (ur. 31 marca 1990) – szwedzka tenisistka; mistrzyni juniorskiego US Open 2008 w grze podwójnej, reprezentantka Szwecji w Pucharze Federacji, zawodniczka leworęczna z oburęcznym backhandem.
Roma rozpoczęła treningi tenisowe w wieku sześciu lat. W sierpniu 2003 zadebiutowała w juniorskich turniejach Międzynarodowej Federacji Tenisowej. W 2005 w Kopenhadze po raz pierwszy awansowała do indywidualnego finału, ulegając w nim Ksenii Pierwak. W styczniu 2006 odniosła swoje pierwsze zwycięstwo, w finale jednej ze szwedzkich imprez pokonując Marę Nowak (a w półfinale Katarzynę Piter). Kilka tygodni później była też niepokonana w Oslo. Trzeci tytuł zdobyła w marcu w Sfax, a czwarty siedem dni później w Monasterze. Kolejną wygraną odniosła w maju 2008 w Budapeszcie. W tym samym roku zwyciężyła jeszcze w Essen.
W grze podwójnej pierwszy sukces odniosła w 2004 w Tallinnie, wygrywając tam zawody razem z rodaczką, Nadją Romą. Następną wygraną odniosła w 2006 w Oslo, tym razem u boku Caroline Magnusson. W najbliższych miesiącach Roma została też deblową mistrzynią w Monasterze (razem z Janiną Toljan) i w Villach (z Johanną Larsson). W maju 2007 triumfowała w International Spring Bowl w Austrii z Nadią Lalami. W czerwcu doszła do półfinału Wimbledonu, partnerując Nikoli Hofmanovej – przegrały wówczas z Anastasiją Pawluczenkową i Urszulą Radwańską. Ostatni triumf – i jednocześnie najważniejszy – odnotowała w US Open 2009. Partnerowała Noppawan Lertcheewakarn i w finale zdeklasowały Mallory Burdette oraz Sloane Stephens. Występem w wielkoszlemowym US Open 18-letnia wówczas Roma zakończyła swoje występy w gronie juniorek. 10 sierpnia 2009 w rankingu kombinowanym osiągnęła swoje najwyższe, piąte miejsce.
W czerwcu 2004 Roma po raz pierwszy wzięła udział w turnieju kobiecym ITF, miało to miejsce w Båstad. Jej kariera nabrała tempa dopiero pięć lat później. W sezonie 2009 w maju doszła do finału w Antalyi, a w lipcu (po raz pierwszy w karierze) wygrała w fińskim Tampere. Pokonała tam między innymi Justynę Jegiołkę i Annę Orlik.
W grze podwójnej swój pierwszy tytuł zdobyła w czerwcu 2009 w Ystad, partnerując rodaczce Sofii Arvidsson. Miesiąc później triumfowała również w Tampere, tym razem u boku tenisistki gospodarzy, Emmy Laine.
W 2006 otrzymała dziką kartę, pozwalającą jej wystąpić w eliminacjach imprezy WTA w Sztokholmie. Przegrała w drugiej rundzie z Soraną Cîrsteą. Rok później umożliwiono jej już start w drabince głównej – swoje pierwsze profesjonalne spotkanie przegrała z Wiesną Manasiewą 5-7 w tie-breaku trzeciego seta. W 2008 w tych samych zawodach odpadła w meczu otwarcia z Anabel Mediną Garrigues. W roku 2009 otrzymała nominację do reprezentacji Szwecji w Pucharze Federacji. Roma zagrała zaledwie trzy gemy w meczu deblowym z rodaczką Ellen Allgurin; Szwedki skreczowały, dając zwycięstwo swoim rumuńskim przeciwniczkom, Buzărnescu i Cîrstei.

## Wygrane turnieje singlowe (ITF)
|    | Data       | Turniej   | Kat. | ($)    | Naw.   | Finalistka         | Wynik               |
| 1. | 02/08/2009 | Tampere   | ITF  | 10 000 | ziemna | Anna Orlik         | 6:7(2), 7:6(3), 6:4 |
| 2. | 29/07/2012 | Tampere   | ITF  | 10 000 | ziemna | Alena Tarasowa     | 7:5, 6:2            |
| 3. | 28/10/2012 | Sztokholm | ITF  | 10 000 | twarda | Emily Webley-Smith | 6:2, 6:1            |

## Finały wielkoszlemowych turniejów juniorskich

### Gra podwójna (1)
| Końcowy wynik | Rok  | Turniej | Nawierzchnia | Partnerka         | Przeciwniczki                    | Wynik finału |
| Zwyciężczyni  | 2008 | US Open | Twarda       | N. Lertcheewakarn | Mallory Burdette Sloane Stephens | 6:0, 6:2     |